# Ямадаев, Руслан Бекмирзаевич

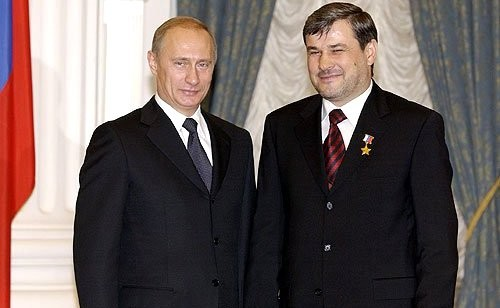
С Владимиром Путиным на церемонии вручения медали «Золотая звезда»

Русла́н (Ха́лид) Бекмирза́евич Ямада́ев (10 декабря 1961, Гудермес, Чечено-Ингушская АССР — 24 сентября 2008, Москва) — российский политический деятель. В начале 1990-х воевал на территории Чеченской Республики против России, затем совместно с федеральными войсками активно боролся против независимости Чечни.
Депутат Государственной Думы четвёртого созыва (2003—2007), член фракции «Единая Россия», Комитета Государственной Думы по международным делам и Комиссии по мандатным вопросам и вопросам депутатской этики.
Окончил Российскую академию государственной службы при Президенте Российской Федерации; Институт управления и бизнеса.
Герой Российской Федерации (2004).

## Биография
Родился 10 декабря 1961 года в городе Гудермесе ныне Чеченской Республики. Чеченец, принадлежал к тейпу Беной. Образование высшее. Работал строителем. Младшие братья — Сулим Ямадаев и Джабраил Ямадаев — также Герои Российской Федерации.

### Первая чеченская война
В начале 1990-х годов поддержал первого президента Чечни Джохара Дудаева в борьбе за независимость Чеченской Республики. В первую чеченскую войну был командиром отряда чеченских войск. Принимал участие в боевых действиях против федеральных войск.
В 1997 году вступил в конфликт с Шамилем Басаевым, отказав ваххабитам в проходе в Дагестан через Гудермес.

### На стороне федеральных сил
С 1997 года Ямадаев стал активно выступать против политического и религиозного экстремизма полевых командиров. В 1998 году занял сторону федеральных властей и из-за конфликта на бытовой почве ваххабитов с родственниками Кадырова, выступил в защиту муфтия Чечни Ахмата Кадырова. В ноябре 1999 года братья Ямадаевы передали Гудермес под контроль федеральных сил.
В сентябре 2001 года Руслан Ямадаев, являясь заместителем военного коменданта Чеченской Республики, неоднократно возглавлял оперативно-боевые и поисковые операции, в ходе которых было обнаружено несколько подземных бункеров и тайников, изъято большое количество оружия и боеприпасов, задержано и уничтожено более 150 активных членов вооруженных формирований, освобождены из плена военнослужащие Вооружённых сил Российской Федерации.
В 2001—2002 годах занимал пост заместителя военного коменданта Чечни. С августа 2002 года занимал пост первого заместителя председателя политсовета и руководителя чеченского регионального исполкома партии «Единая Россия».
На Ямадаева несколько раз были совершены покушения.
21 июня 2003 года баллотировался на пост председателя Госсовета Чечни, однако проиграл Хусейну Исаеву (за Ямадаева проголосовали 13 членов Госсовета, за Исаева — 17, двое воздержались).

### Конфликт клана с Кадыровым
13 апреля 2008 года из-за родственника Кадырова, значительно превысившего скорость, в центре Гудермеса на улице Терешковой произошло дорожно-транспортное происшествие, в результате которого погибли два бойца батальона «Восток».
14 апреля 2008 года разгорелся конфликт между Ямадаевым и Кадыровым, когда оба кортежа отказались уступать друг другу дорогу на трассе «Кавказ» в районе города Гудермес. Спустя два часа, по указанию Рамзана Кадырова были подняты батальоны «Север», «Юг», республиканский ОМОН, СОБР, полк имени Ахмата-Хаджи Кадырова, нефтяной полк, спецназ МВД Чечни, которые общей численностью 25 тысяч человек блокировали базу батальона «Восток» в Гудермесе, на которой находилось порядка 500 человек, и приказали перейти бойцам под руководство Кадырова, то есть добровольно покинуть батальон «Восток» ГРУ Министерства обороны РФ, а также потребовали выдать им Бадрудди Ямадаева. Находившийся тогда в Москве Р. Ямадаев заявил, что его братья виноваты лишь в том, что они неподконтрольны Кадырову.
Президент Чечни обвинил братьев Ямадаевых в причастности к ряду преступлений и потребовал привлечь их к ответственности; органами прокуратуры Чечни в отношении Сулима и Бадрудди Ямадаевых были возбуждены уголовные дела по подозрению в причастности к похищениям людей и убийствам.

### Убийство. Версии и расследование
24 сентября 2008 года Ямадаев был убит. Это произошло примерно в 17:15 мск в районе дома № 10 по Смоленской набережной в Москве, в нескольких сотнях метров от комплекса правительственных зданий — Белого дома, то есть в особо охраняемом и патрулируемом районе. Когда «Мерседес» Ямадаева остановился на светофоре, из подъехавшего автомобиля «БМВ» 525 вышел убийца и, подойдя к машине Ямадаева, через открытое окно открыл по нему огонь из автоматического пистолета Стечкина с глушителем. В общей сложности было выпущено около 20 пуль, практически весь магазин. Находившийся с ним в машине бывший военный комендант Чечни, генерал-полковник в отставке Сергей Кизюн был тяжело ранен.
В тот же день Ю. Латынина высказала свои соображения о возможной подоплёке убийства: убийство Ямадаева может быть как результатом вражды между Ямадаевыми и президентом Чечни Рамзаном Кадыровым, так и тем, что «кто-то из врагов Ямадаевых сработал под эту вражду»; между семьёй Ямадаевых и Кадыровым «была абсолютно непримиримая вражда». 18 ноября 2006 года в Москве при похожих обстоятельствах был убит бывший командир спецгруппы ФСБ «Горец» и бывший начальник охраны президента Чечни Ахмада Кадырова Мовлади Байсаров, перешедший в оппозицию Рамзану Кадырову, занимавший пост премьера республики.
24 сентября по факту убийства было возбуждено уголовное дело по статье «убийство»; а также уголовное дело по статье «покушение на убийство»; уголовное дело принято к производству Главным следственным управлением СКП РФ.
Руслан Ямадаев был похоронен 26 сентября в Гудермесе.
В интервью газете Коммерсантъ от 29 сентября 2008 года Сулим Ямадаев так ответил на вопрос о связи убийства брата с конфликтом с Кадыровым: «Многие говорят мне, что это сделал Рамзан. Но я не хочу верить, что Рамзан пошёл на убийство членов моей семьи. Он не кто-то, а президент республики. Я знал его отца. Я был Ахмату-хаджи как сын. Мы из одного тейпа. Как он мог пойти на такое? В Чечне такие убийства очень опасны». Сулим также сказал, что отказался от поездки на похороны, так как ему позвонили люди, которым он «доверяет» и «сказали, что Халида могли убить, чтобы я приехал в Чечню».
Журналист Андрей Солдатов в газете Новая газета от 29 сентября 2008 года отмечал в связи с убийством Р. Ямадаева, что «российские спецслужбы не защищают тех, кого недавно использовали».
16 октября 2008 года сообщалось, что в Москве задержаны два человека на автомобиле Mercedes, которых подозревают в причастности к убийству Руслана Ямадаева; по словам следователей, именно из этой машины, согласно свидетельствам очевидцев, велась стрельба по автомобилю Руслана Ямадаева.
6 ноября 2008 года МВД обнародовало запись убийства депутата Госдумы, зафиксированную камерой наружного наблюдения.
23 сентября 2009 года Следственный комитет при Генпрокуратуре РФ предъявил обвинение в убийстве Руслана Ямадаева и покушении на убийство генерала Сергея Кизюна жителю Чечни Асланбеку Дадаеву, которому ранее уже было предъявлено обвинение в пособничестве в покушении на убийство председателя правления коммерческого банка «Конверс-Банк» Александра Антонова и его охранника Александра Комарова.
18 октября 2010 года Московский городской суд вынес приговор трём участникам убийства Ямадаева — Асланбек Дадаев был приговорён к 20 годам лишения свободы, его сообщники Элимпаш Хацуев и Тимур Исаев — 15 и 14 лет лишения свободы соответственно. Защита осуждённых обжаловала приговор. 7 июня 2011 года Верховный Суд России оставил кассационные жалобы без удовлетворения, приговор вступил в законную силу.

## Награды и звания
- Указом Президента Российской Федерации № 1004 от 2 августа 2004 года за мужество и героизм, проявленные при исполнении служебного долга в условиях, сопряженных с риском для жизни, Ямадаеву Руслану Бекмирзаевичу присвоено звание Героя Российской Федерации с вручением знака особого отличия — медали «Золотая Звезда».[21]
- Медаль «За заслуги перед Чеченской Республикой» (15 декабря 2006)[22]

## Семья
Сын — Саид-Хусейн Ямадаев с 2016 года отбывал наказание в Ульяновской исполнительной колонии № 2, должен был выйти на свободу в 2026 году. В начале 2023 года завербовался в ЧВК «Вагнер» и стал бойцом 17-го штурмового отряда с позывным «Фырок». Погиб в апреле 2023 года во время российского военного вторжения на Украину.